# 汉口水塔
汉口水塔，是位于武汉市江汉区中山大道前进四路路口的一座水塔。其为既济水厂（今宗关水厂）的配套设施，于1909年建成，主体6层，日供水量27000吨。另外其也是汉口近代消防标志性建筑物，历史上还承担着消防给水和消防瞭望的任务。2006年被列入全国重点文物保护单位。

## 历史
1906年，镇海富商宋炜臣联合10余名富商，申请筹建汉镇既济水电公司并获得批准，当年8月，宗关水厂便开始建设。1908年，作为宗关水厂的配套设施，汉口水塔在后城马路（即今中山大道）及张美之巷（即今民生路）交汇处开始建造，由英国工程师穆·尔宾负责设计。1909年9月，宗关水厂建成，水塔同日启用供水。
1953年2月14日，水塔所有权归属武汉市自来水公司（今武水集团）。1976年，水塔停止使用。1986年，武汉市政府辟水塔底楼为水塔市场。

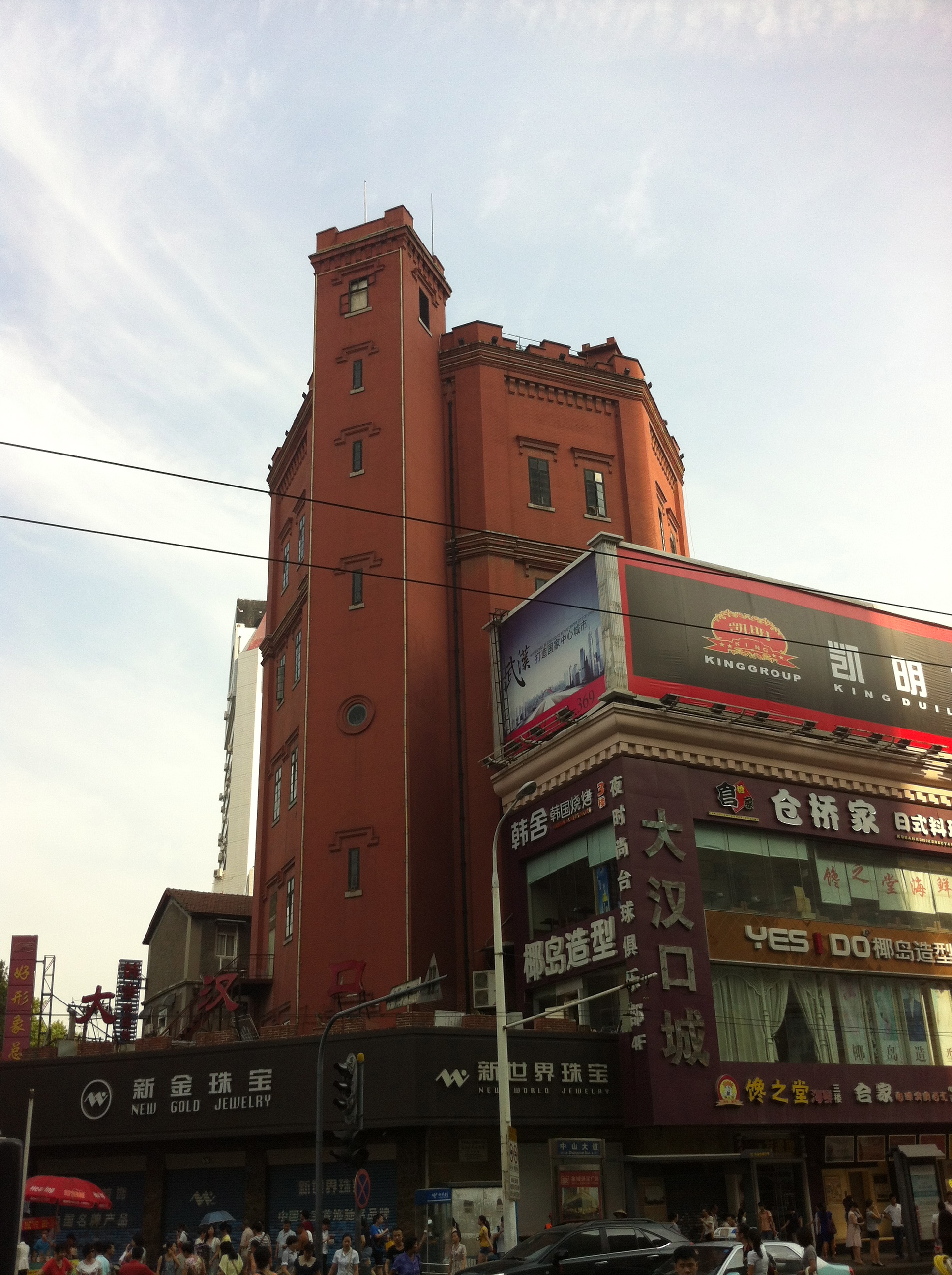
2013年的汉口水塔，当时汉口水塔周边仍被商铺包围

## 建筑及功能

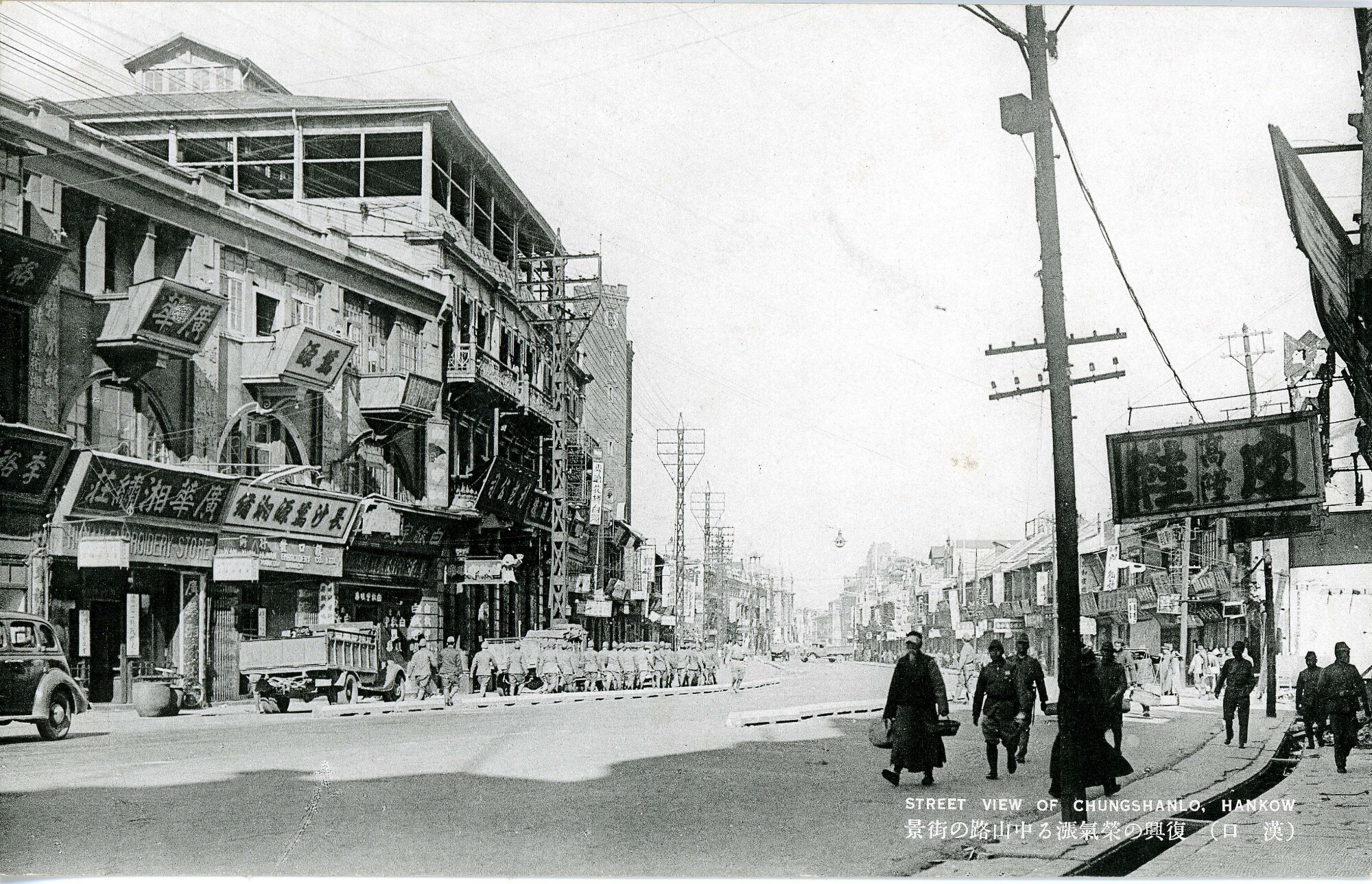
中山大道（后城马路）一角，靠近画面中部被居民楼掩映的高楼为汉口水塔

上图稍前视角中的水塔（1921年）

### 建筑
建筑占地555.56平方米，建筑面积3888.92平方米。高41.32米，周长78.67米，塔身呈八角形状。全塔共计有6层（西南侧有楼梯间为7层），顶部装有1080.2公斤的铜钟作瞭望报警之用。塔基与1层墙壁用3000余块花岗岩石块砌筑而成，2层及以上部分用红砖砌成。在塔内还设有200级木制旋转阶梯，外侧有雕花栏杆。
水箱设置于6楼，直径7.33米，高18.67米，容量30万加仑（1363.6吨），夜晚用水较少时用以蓄存，白日用水较多时用以调节水压。

### 生活功能
水塔担负着汉口的供水，在水塔2楼设有水表以统计汉口用水，另有电杆图管理用电。水塔内部有8根达铸铁管道与水箱相连，在地基下还有深埋的宽12英尺的铸铁管。
汉口水塔在修建之时，汉口各租界即与既济公司商定，水管敷设等工程部分由既济公司全权负责，经费由日本侨民提供，材料与设计方面由英、法、德三国负责，之后收取的水费里既济公司可得五成，其余五成由各租界工部局均分。

### 消防功能
水塔亦担负汉口的消防任务，在塔顶设置有消防嘹望哨等消防警戒设施，岗哨中安排4人昼夜不停监视火情。另外在钟楼上还设有旗杆。如果发现火情便鸣响铜钟，在旗杆上升起红旗（夜间为红灯）报警。另外铜钟鸣响的次数不同，代表的失火地区亦不同。
| 次数 | 地域             | 今时地区                                       |
| ---- | ---------------- | ---------------------------------------------- |
| 1    | 洋火厂至华景街   | 张自忠路至一元路一带                           |
| 2    | 歆生路至前后花楼 | 江汉路及旧花楼街道一带                         |
| 3    | 花楼至堤口       | 花楼街至王家巷码头一带                         |
| 4    | 堤口至四官殿     | 民权路附近王家巷码头至四官殿码头一带           |
| 5    | 四官殿至沈家庙   | 四官殿码头至晴川桥汉口桥头（原沈家庙码头）一带 |
| 6    | 沈家庙至大王庙   | 晴川桥汉口桥头至利济路（原既济电厂）一带       |
| 7    | 大王庙至武显庙   | 利济路武胜路一带                               |
| 8    | 武显庙至仁义司   | 武胜路至居仁门安定巷一带                       |
| 9    | 仁义司至硚口     | 居仁门安定巷至硚口路（原硚口码头）一带         |

## 历史事件
1927年的七一五政变后国共合作破裂，当年12月，作为国民党左派的湖北省政府财政厅长詹大悲和教育厅长李汉俊被杀害于汉口水塔。

## 影响

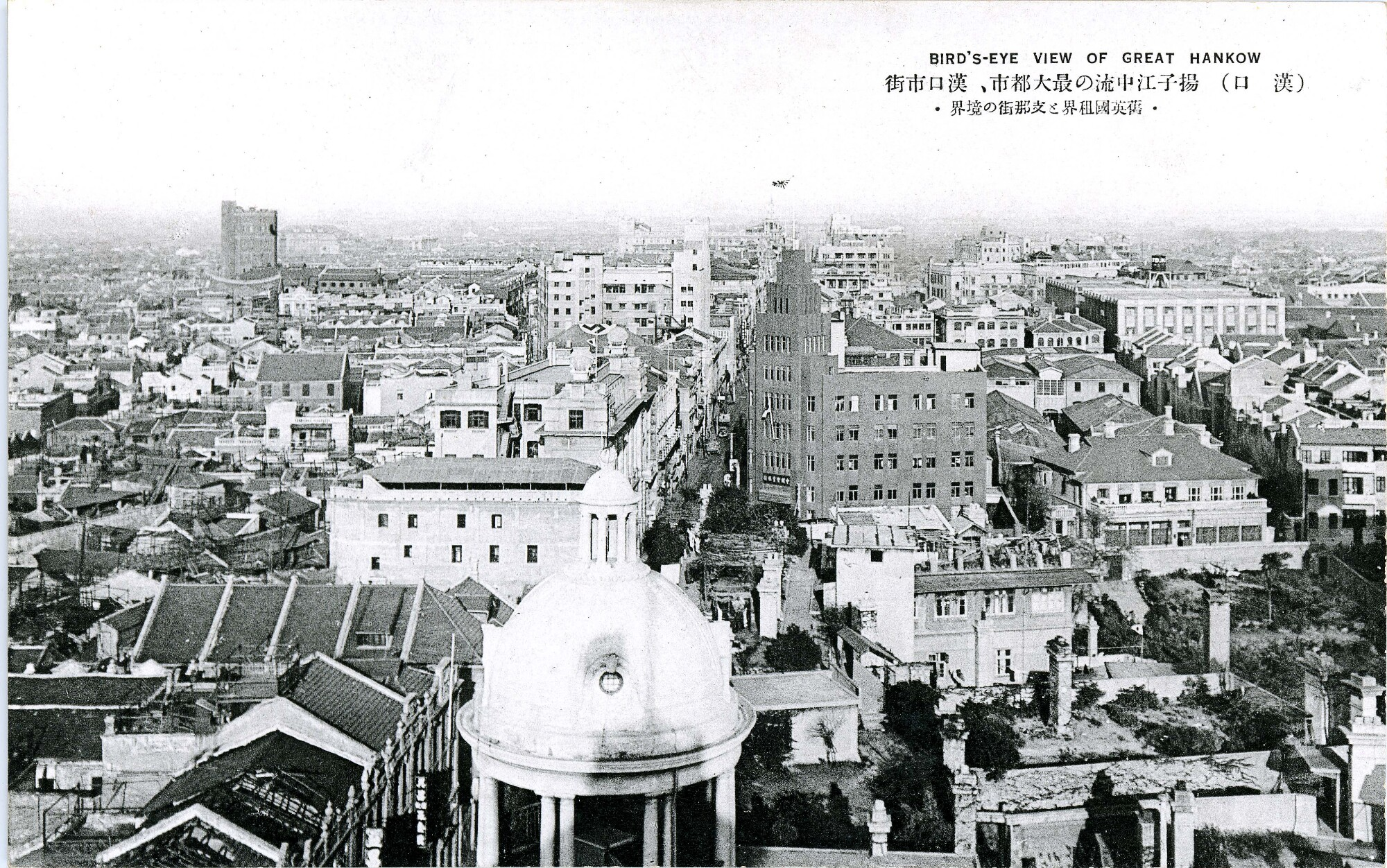
自江汉关望向江汉路，画面左侧远处建筑即是汉口水塔

### 生活
在宗关水厂及汉口水塔建成前，虽然武汉三镇都有井水可供取用，但因人口稠密，并非每家都能够喝上井水，无奈只能前往汉江（汉水）及长江取水。水厂通水后，三镇中的汉口居民率先结束了依靠井水及挑水夫饮水的历史。

### 地名
在水塔建成后的很长时间里（尤其是在清末），汉口水塔一直是汉口最高的地标建筑。今江汉区所辖，亦为汉口水塔所在的花楼水塔街道，其名称便来源于汉口水塔。

## 英国来函传言
自2000年后，坊间有“英国保险公司告知汉口水塔投保期限已到”的流言，诸如《北京晚报》等媒体皆报道过1979年英国保险公司致函武汉告知汉口水塔70年投保期限已到之事。
但武水集团职工、学者张仁港追溯来源，发现有关消息皆出自于《武汉春秋》（武汉市地方志编纂委员会内刊）1982年试刊第3号中由武汉市自来水公司编写小组（当时为编写《武汉公用事业志》成立的编写小组）供稿的《汉口水塔记》。但此后含《武汉公用事业志》在内的各类方志均无“英国保险公司”的说法。
据张考证，武汉市自来水公司在1981年6月19日呈送上级有关拆除水塔水柜（水箱）的报告中提及，原英国承包商曾在1979年通知武水公司水塔70年的保险期已到，是而武水公司不再使用水塔水柜。1981年10月20日武水公司《关于水塔大修理的具体要求》也提及原英国承包商七十年保险期已过，表示此后发生问题不再负责的语句。因此所谓英国保险公司纯属误传，但来函的具体单位为何受文献为留存所限，尚无定论。

## 保护
1993年7月28日，汉口水塔被列入第一批武汉市优秀历史建筑。
1998年5月27日，被列入第四批武汉市文物保护单位；2006年5月25日，被作为“汉口近代建筑群”的子项列为第六批全国重点文物保护单位。
其作为文物的保护范围为：汉口水塔及周围一定范围。四至：东、南分别至相邻道路的规划道路红线，西面至水塔以西20米，北面至水塔以北60米。
其作为文物的建设控制地带为：与汉口电话局旧址、汉口西门子洋行旧址、盐业银行大楼、汉口美最时洋行大楼实行联体控制。以保护范围四至为界向外延伸，东面至中山大道东侧规划道路红线以东60米，西面至中山大道西侧规划道路红线以西50米，南面至前进五路，北面至一元路。